# ریچفیلد (کانزاس)
ریچفیلد (به انگلیسی: Richfield) شهری در ایالت کانزاس کشور ایالات متحده آمریکا است که جمعیت آن در سرشماری سال ۲۰۱۰ میلادی، ۴۳ نفر بوده‌است.